# Séisme de 2023 dans l'Ouest de la France
Le séisme de 2023 dans l'Ouest de la France ou séisme de La Laigne est un séisme de magnitude locale (MLv) 5,3 à 5,5 et de magnitude de moment (MW) 4,8 qui a lieu le 16 juin 2023 à 16 h 38 (UTC). L'épicentre est situé à environ 3 km de la commune de La Laigne, en Charente-Maritime (France). Le foyer est très proche de la surface avec une profondeur estimée entre 3 et 5 km.

## Caractéristiques du séisme
L'Institut d'études géologiques des États-Unis (USGS) localise l'épicentre du séisme entre les communes de La Laigne et Benon (46° 12′ 43″ N, 0° 47′ 06″ O), à 4 km au sud-sud-est de Courçon et à environ 28 km au sud-ouest de Niort, dans les Deux-Sèvres et à 29 km de La Rochelle, en Charente-Maritime, avec une profondeur du foyer estimée à environ 5 km,,. Le réseau national de surveillance sismique (RéNASS) localise l'épicentre 5 km plus à l'est, au niveau du hameau de Sainte-Gemme entre La Laigne et Mauzé-sur-le-Mignon (46° 12′ N, 0° 44′ O), pour une profondeur du foyer estimée à 3 ± 0,3 km. L'Observatoire de la Côte d'Azur indique une magnitude de moment de 4,8, confirme une profondeur de 5 ± 2 km et donne un mécanisme au foyer de jeu presque purement décrochant (azimut 4, pendage 82, rake 172).
La secousse est ressentie à Bordeaux, à Caen, à Rouen, à Poitiers, à Limoges, à Nantes, à Rennes, à Angers, à Tours, à Clermont-Ferrand et même jusqu'à Paris,.
Aucune alerte de tsunami n'est déclenchée.

## Répliques
Au moins deux répliques sont ressenties après le séisme, dont l'une à 4 h 27 le 17 juin 2023. De magnitude 4,3 d'après le RéNASS, cette secousse est largement ressentie dans l'ouest du pays, notamment près de l'épicentre du séisme.
Une deuxième réplique est ressentie en début de matinée du 17 juin par les habitants, cette fois-ci de magnitude relativement faible, 3,4 selon le réseau national de surveillance sismique (RéNASS). Neuf autres répliques de magnitude 1 à 2,5 ont lieu autour de l'épicentre du séisme.
Dans un article de La Nouvelle République publié le 18 juin, le sismologue Jérôme Vergne indique que des répliques peuvent se produire pendant quelques jours encore en Charente-Maritime et dans les Deux-Sèvres.

## Contextes géologique et sismotectonique
Le séisme se produit dans une région connue pour être sismiquement active et dont le risque sismique est classé au niveau 3 sur 5, c'est-à-dire modéré. Cette région constitue la bordure sud du Massif armoricain, dont les failles actives sont des reprises de structures hercyniennes alignées NO-SE.
La région concernée par le séisme correspond partiellement au bassin versant de la Sèvre Niortaise et forme la bordure sud du Marais poitevin. L'espace occupé par le Marais poitevin fait initialement partie du plateau de calcaire jurassique de la plaine vendéenne. La dernière glaciation de Würm a entraîné une régression marine et une reprise d'érosion par les cours d'eau de ce plateau, mettant à nu des formations marno-calcaires qui forment à terme une dépression où subsistent des « buttes » calcaires plus résistantes. Cette dépression est remplie d'alluvions meubles qui ont pu amplifier localement l'intensité du séisme.
La sismicité historique de la région est marquée par le séisme de 1972 sur l'île d'Oléron, qui occasionna des dégâts matériels, notamment sur le phare de Chassiron et la balise d'Antioche,.

## Dommages et victimes

### Victimes
Un blessé léger est identifié à Mauzé-sur-le-Mignon. Deux personnes sont légèrement blessées en Charente-Maritime.

### Dommages matériels
Après le séisme, environ 1 100 foyers sont privés d'électricité, une ligne à haute tension ayant été touchée par le tremblement de terre.
De nombreux dégâts matériels sont signalés en Charente-Maritime et dans les Deux-Sèvres à Mauzé-sur-le-Mignon, Arçais, et Saint-Hilaire-la-Palud. Le centre-ville de Niort est un temps interdit à la circulation, en raison de chutes de pierres. De nombreuses toitures se sont effondrées à La Laigne, où tous les habitants sont évacués et rassemblés au milieu du village. Soixante-dix maisons y sont inhabitables, au moins 200 personnes doivent être relogées,,. Le pont routier de Cram-Chaban est fermé après la découverte d'importantes fissures qui se sont accentuées après les répliques.
Plusieurs églises présentent d'importantes fissures dues au séisme. À Arçais, dans le parc naturel régional du Marais poitevin, les voûtes du chœur de l'église Saint-Cyr ont été touchées. À La Laigne, le clocher de l'église. À Saint-Hilaire-la-Palud où un périmètre de sécurité a été établi autour de l’église obligeant les habitants des alentours à être évacués en raison d'un risque d’effondrement de l'édifice.
Le séisme a endommagé plus de cinq mille bâtiments pour un coût total estimé entre cent cinquante et deux cents millions d'euros, affirme le cabinet d'expertise en assurance Saretec. Plus de cinq mille bâtiments ont connu « des fissurations des plâtres et chutes d'objets », cent bâtiments sont « fortement endommagés » avec des « effondrements partiels des structures porteuses » et trois cents présentent des dommages partiels aux structures porteuses « sans pour autant provoquer d'effondrement », indique cette société, qui a dépêché des experts sur place,.
Le 26 juin 2023, la Caisse centrale de réassurance (CCR) annonce avoir réestimé le coût des dégâts à un montant compris entre deux cents et trois cents cinquante millions d'euros. Elle prendra en charge au moins la moitié du montant total des coûts, qui « sera réévalué progressivement selon les travaux post-sismiques, en cours »,.
Le 4 juillet, France Assureurs estime le montant des dégâts à 290 millions d'euros répartis entre 21 625 sinistres.
| Département       | Commune                | Arrêté          |
| ----------------- | ---------------------- | --------------- |
| Charente-Maritime | Benon                  | 30 juin 2023    |
| Charente-Maritime | Cram-Chaban            | 30 juin 2023    |
| Charente-Maritime | La Grève-sur-Mignon    | 30 juin 2023    |
| Charente-Maritime | La Laigne              | 30 juin 2023    |
| Charente-Maritime | Marans                 | 30 juin 2023    |
| Charente-Maritime | Saint-Georges-du-Bois  | 30 juin 2023    |
| Charente-Maritime | Saint-Jean-de-Liversay | 30 juin 2023    |
| Charente-Maritime | Saint-Pierre-d'Amilly  | 30 juin 2023    |
| Charente-Maritime | Saint-Saturnin-du-Bois | 30 juin 2023    |
| Charente-Maritime | Saint-Sauveur-d'Aunis  | 30 juin 2023    |
| Deux-Sèvres       | Arçais                 | 30 juin 2023    |
| Deux-Sèvres       | Mauzé-sur-le-Mignon    | 30 juin 2023    |
| Deux-Sèvres       | Saint-Hilaire-la-Palud | 30 juin 2023    |
| Charente-Maritime | Courçon                | 24 juillet 2023 |
| Charente-Maritime | Le Gué-d'Alleré        | 24 juillet 2023 |
| Charente-Maritime | La Ronde               | 24 juillet 2023 |
| Charente-Maritime | Saint-Cyr-du-Doret     | 24 juillet 2023 |
| Charente-Maritime | Surgères               | 24 juillet 2023 |
| Charente-Maritime | Taugon                 | 24 juillet 2023 |
| Charente-Maritime | Vouhé                  | 24 juillet 2023 |
| Vendée            | Benet                  | 24 juillet 2023 |
| Vendée            | Damvix                 | 24 juillet 2023 |
| Deux-Sèvres       | Le Bourdet             | 16 octobre 2023 |
| Deux-Sèvres       | La Foye-Monjault       | 16 octobre 2023 |
| Deux-Sèvres       | Vallans                | 16 octobre 2023 |
| Vendée            | Fontenay-le-Comte      | 16 octobre 2023 |
| Vendée            | Maillé                 | 16 octobre 2023 |
| Vendée            | Le Mazeau              | 16 octobre 2023 |
| Vendée            | Saint-Sigismond        | 16 octobre 2023 |

### Infrastructures nucléaires
L'Autorité de sûreté nucléaire indique que le séisme a été ressenti au niveau des bâtiments administratifs des centrales nucléaires du Blayais, de Civaux et de Chinon mais « n'a pas entraîné le déclenchement des alarmes liées à l'ébranlement des bâtiments réacteurs »,.

## Réactions politiques
Le 16 juin 2023, le ministre de la Transition écologique et de la Cohésion des territoires, Christophe Béchu, déclare qu'« il s’agit de l'un des séismes les plus forts enregistrés sur le territoire métropolitain ».
Le 17 juin, le ministre de l’Intérieur, Gérald Darmanin, annonce lancer une « procédure accélérée de reconnaissance de catastrophe naturelle » pour faciliter les indemnisations. La Première ministre, Élisabeth Borne, exprime sa solidarité avec les personnes touchées par le séisme : « C’est un séisme inhabituel sur notre territoire, donc je voudrais exprimer toute ma solidarité avec les populations qui ont pu être inquiètes ». Elle veut « s’assurer que tout le monde a accès à un relogement ».